# Биг-Бэр (обсерватория)
Солнечная обсерватория «Биг-Бэр» — солнечная астрономическая обсерватория, основанная в 1969 году на северном побережье озера Биг-Бэр, Калифорния, США. Управление обсерваторией осуществляет Технологический институт Нью-Джерси. Внесена в Список кодов обсерваторий под номер G77 и названием «Озеро Балдуин» («Baldwin Lake»).

## Руководители обсерватории
- Харольд Зирин[англ.] — основатель и первый руководитель обсерватории

## История обсерватории
Обсерватория была основана в 1969 году КалТехом под руководством профессора Harold Zirin. Место обсерватории было выбрано около северного берега высокогорного озера, где атмосферная турбуленция сведена до минимальных значений, что позволяет добиться максимального качества изображений. В 1997 году руководство обсерваторией перешло Институту Технологий из Нью-Джерси. Финансирование работы обсерватории поступает из НАСА, Национального научного фонда, ВВС США и других учреждений.

## Инструменты обсерватории
- 65-см вакуумный рефлектор
- 25-см вакуумный рефрактор
- 20-см телескоп полного диска Солнца (поле зрения 40 угл. минут)
- В январе 2009 года все три телескопа были заменены одним 1.6-м телескопом.

## Направления исследований
- Физика Солнца
- Гелиосейсмология

## Основные достижения
- 465 астрометрических измерений опубликовано с 2005 по 2007 года[1]
- Участие в международной группе наблюдений сейсмических процессов на поверхности Солнца (Global Oscillation Network Group)

## Известные сотрудники
- en:Philip R. Goode